# Richard Tauwhare
Richard Tauwhare (ur. 1 listopada 1959), gubernator Turks i Caicos, brytyjskiego terytorium zamorskiego na Oceanie Atlantyckim w Ameryce Środkowej, od 11 lipca 2005 do 16 lipca 2008. 
Tauwhare pochodzi z Woking w południowo-wschodniej Anglii. Ukończył historię na Uniwersytecie Cambridge, mówi w języku suahili. Przed wyznaczeniem go na urząd gubernatora przez królową Elżbietę II zajmował wiele stanowisk rządowych. Jest żonaty, ma trójkę dzieci.